# Marco Oneto
Marco Antonio Oneto Zúñiga (Viña del Mar, 3 de junio de 1982) es un exjugador profesional de balonmano chileno que desempeñó su carrera en la posición de pivote. Alcanzó su mayor éxito deportivo al consagrarse campeón de la EHF Champions League en la temporada 2010-2011, junto al FC Barcelona Borges. Su último club fue el ASD Albatro Siracusa de la Seria A italiana. Fue internacional con la selección de balonmano de Chile y capitán histórico de la misma. 

## Carrera
En el verano de 2001, Oneto dejó el FC Barcelona, donde jugó durante dos años en las categorías inferiores. Sus primeros pasos dentro del balonmano español los dio con el combinado azulgrana, primero con el equipo juvenil (1999/00) y más tarde con el segundo equipo del Barça (2000/01). 
Al finalizar esta campaña, Marco Antonio Oneto se fue a Alicante para jugar con el Costa Blanca. Un año después dio su salto a la máxima categoría con el Cangas. En Galicia estuvo tres temporadas (2002/05). El Bidasoa se fijó en él y lo fichó en 2005. Dos campañas más tarde al conjunto vasco no le acompañó la suerte y cayó en el descenso. Pero el pivote no dejó la Asobal. Fue entonces cuando comenzó a jugar con el Naturhouse La Rioja, su último precedente antes de llegar al FC Barcelona Borges en el mes de enero de 2009, justo antes de comenzar la segunda vuelta de la Liga.
Al terminar la temporada 2011/12 de la Liga ASOBAL, confirmó su fichaje en el reciente campeón de la Liga húngara de balonmano, el Veszprém KC y luego jugó en la Bundesliga alemana en el SC Magdeburgo.
En 2016, Oneto firma con el Sporting CP que juega en la liga portuguesa.
Además, Oneto formó parte de la Selección Chilena, como capitán de la misma. Defendió al seleccionado nacional a lo largo de 18 años de carrera profesional.
Marco concluyó su carrera deportiva a nivel de clubes en 2018, siendo su último club el ASD Albatro Siracusa de Italia. A nivel de selección nacional, disputó su último encuentro oficial el 5 de agosto de 2019, tras disputar la final de los Juegos Panamericanos de  Lima 2019]], en la cual la Selección de Handball de Chile obtuvo la medalla de plata tras caer en la final ante Argentina, su carrera como deportista terminó en las clasificaciones a los Juegos Olímpicos, específicamente en el Pre Olímpico rumbo a Tokio 2020. debido a una rotura del Tendón de Aquiles, concluyendo de este modo su carrera definitivamente.

## Equipos
| Club                      | País     | Año       |
| ------------------------- | -------- | --------- |
| Barcelona Borges (junior) | España   | 1999-2000 |
| Barcelona Borges ‘B’      | España   | 2000-2001 |
| Costa Blanca BM           | España   | 2001-2002 |
| Cangas                    | España   | 2002-2005 |
| Bidasoa                   | España   | 2005-2007 |
| Naturhouse La Rioja       | España   | 2007-2009 |
| FC Barcelona Borges       | España   | 2009-2012 |
| Veszprém KC               | Hungría  | 2012-2013 |
| SC Magdeburgo             | Alemania | 2013-2014 |
| TSV GWD Minden            | Alemania | 2014-2015 |
| Orlen Wisła Płock         | Polonia  | 2015-2016 |
| Sporting CP               | Portugal | 2017      |
| ASD Albatro Siracusa      | Italia   | 2017-2018 |

## Palmarés

### Fútbol Club Barcelona (balonmano)
- 1 EHF Champions League (2010-11)
- 2 Liga Asobal (2010-11 2011-2012)
- 2 Copas del Rey (2008-09 y 09-10)
- 3 Liga de los Pirineos (2009-10, 10-11 y 11-12)
- 2 Supercopa de España (2009-10, )
- 2 Copa Asobal (2009-10)
- 1 liga húngara 2012-13
- 1 copa húngara 2012-13

## Selección chilena
- 1 Medalla de Bronce, Campeonato Sudamericano de 2010
- 1 Medalla de Bronce, Juegos Panamericanos Guadalajara 2011
- 2 Medallas de Bronce, Campeonato Panamericano de Balonmano (2012 y 2014)
- 1 Medalla de Bronce, Juegos Suramericanos Santiago 2014
- 1 Medalla de Bronce, Juegos Panamericanos Toronto 2015
- 1 Medalla de Plata, Juegos Panamericanos Lima 2019
  - 2 veces nominado dentro del equipo ideal de Panamérica 2012 y 2014
  - 1 vez nominado MVP de Panamérica 2012
  - 1 vez nominado en la Selección Mundial 2014